# Jeanne Richard
Jeanne Richard (* 13. April 2002 in Thonon-les-Bains, Haute-Savoie) ist eine französische Biathletin. Sie wurde 2020 mit der Single-Mixed-Staffel Jugendolympiasiegerin. Anfang 2024 gab sie ihr Debüt im Weltcup und feierte dort in der Folgesaison ihren Durchbruch.

## Sportliche Laufbahn

### Erste Erfolge und Einstand im Weltcup
Erste internationale Erfahrungen sammelte Jeanne Richard im Dezember 2019, als sie in Martell zwei Einsätze im IBU-Junior-Cup bekam und dabei einmal Elfte wurde. Im folgenden Januar war sie Teil der Olympischen Jugendspiele und gewann mit Mathieu Garcia die Goldmedaille im Single-Mixed-Bewerb sowie, hinter Aljona Mochowa, Silber im Sprint. Im März 2021 krönte sich die Französin zur Jugendweltmeisterin im Einzel, ebenfalls Gold gewann sie mit Fany Bertrand und Maya Cloetens in der Staffel. Im Folgewinter gab Richard in Obertilliach ihr IBU-Cup-Debüt, weiterhin startete sie bei den Junioreneuropameisterschaften auf der Pokljuka und gewann an der Seite von Camille Coupé, Damien Levet und Jacques Jefferies die Goldmedaille in der Mixedstaffel sowie zusätzlich zwei Silbermedaillen. Bei den Juniorenweltmeisterschaften ergatterte sie lediglich Bronze im Staffelbewerb. Zum Winter 2022/23 wurde sie schließlich in die B-Nationalmannschaft aufgenommen und startete in Ridnaun im IBU-Cup sowie bei den Europameisterschaften in der Lenzerheide und belegte in jedem Wettkampf Top-20-Ergebnisse. Einen bemerkenswerten Auftritt legte die Französin bei den Juniorenweltmeisterschaften 2023 hin. Ihr gelang es zwar nicht, einen Wettkampf zu gewinnen, doch gewann sie in ausnahmslos jedem Rennen Silber, wobei der knappste Abstand auf die Siegzeit gut 25 Sekunden in der Mixedstaffel waren.

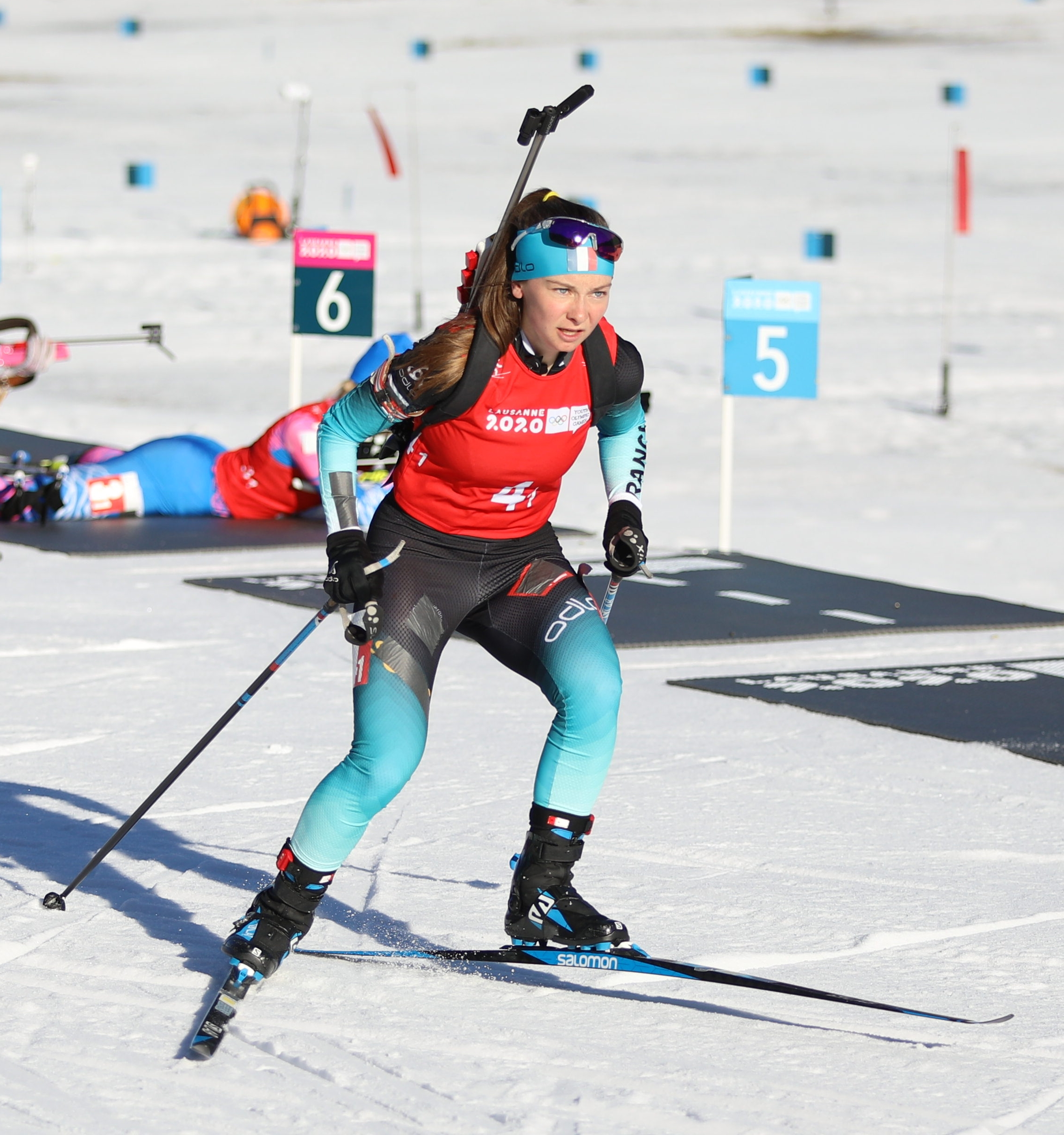
Richard bei den Olympischen Jugendspielen 2020

Im ersten Wettkampf der Saison 2023/24 gewann Richard mit dem Einzel von Kontiolahti ihr erstes Rennen im IBU-Cup. Da sie sechs weitere Male unter die besten Zehn lief, davon zwei Podestplätze, führte sie nach dem ersten Trimester die IBU-Cup-Rangliste an. Daher gab die Französin bei den Wettkämpfen von Oberhof ihr Debüt im Weltcup und absolvierte bemerkenswerte erste Wettkämpfe. Im Sprint traf sie alle Scheiben und belegte auf Anhieb Rang acht, im daran anschließenden Verfolgungswettkampf Platz neun. Im Verfolger lag sie dabei bis zum letzten Schießen auf Podestkurs und verpasste dies nur durch zwei verfehlte Scheiben. Daraufhin war Richard in Ruhpolding erstmals Teil der Damenstaffel und konnte diese – zusammen mit Lou Jeanmonnot, Sophie Chauveau und Julia Simon – sofort gewinnen. Bei ihren ersten Weltmeisterschaften belegte sie die Plätze 15 und 18; im letzten Trimester erzielte sie hingegen keine bemerkenswerten Resultate mehr. Trotzdem beendete sie den Winter auf Rang 39 der Gesamtwertung.

### Top 10 im Gesamtweltcup
Im Winter 2024/25 steigerte sich Richard noch einmal enorm und zeigte sich besonders am Schießstand extrem sicher. Nach mehreren Top-15-Ergebnissen im ersten Quartal verpasste sie bei ihrem Heimweltcup in Le Grand-Bornand in der Verfolgung und im Massenstart jeweils knapp das Podest. Im Massenstart unterlag sie dabei Paulína Bátovská Fialková kurz vor der Ziellinie, nachdem die Slowakin auf der Schlussrunde 20 Sekunden auf die Französin hatte aufholen können. Ihren ersten Einzelpodestplatz erreichte sie dank fehlerfreier Schießleistung im Massenstart von Ruhpolding, mit der Staffel erzielte sie im Januar zwei Podestplätze. Die Weltmeisterschaften verliefen zunächst nicht nach Plan, beim abschließenden Massenstart gelang der Französin aber ein weiterer vierter Platz. Ergebnisse außerhalb der Top 10 beim saisonschließenden Weltcupwochenende in Oslo hatten zur Folge, dass Richard, obwohl sie im Großteil der Saison das blaue Trikot der Weltcupführenden unter 23 Jahren getragen hatte, dieses mit dem letzten Rennen an ihre Teamkollegin Océane Michelon abgeben musste. In der Gesamtwertung belegte sie mit fünf Punkten Rückstand auf Michelon den sechsten Rang.

## Persönliches
Jeanne Richard stammt aus Morzine nahe der Schweizer Grenze. Sie ist Linksschützin.

## Statistiken

### Weltcupsiege
| Nr. | Datum         | Ort        | Disziplin |
| --- | ------------- | ---------- | --------- |
| 1.  | 10. Jan. 2024 | Ruhpolding | Staffel 1 |

### Weltcupplatzierungen
Die Tabelle zeigt alle Platzierungen (je nach Austragungsjahr einschließlich Olympische Spiele und Weltmeisterschaften).
- 1.–3. Platz: Anzahl der Podiumsplatzierungen
- Top 10: Anzahl der Platzierungen unter den ersten zehn (einschließlich Podium)
- Punkteränge: Anzahl der Platzierungen innerhalb der Punkteränge (einschließlich Podium und Top 10)
- Starts: Anzahl gelaufener Rennen in der jeweiligen Disziplin
- Staffel: inklusive Mixed- und Single-Mixed-Staffeln

| Platzierung               | Einzel | Sprint | Verfolgung | Massenstart | Staffel | Gesamt |
| ------------------------- | ------ | ------ | ---------- | ----------- | ------- | ------ |
| 1. Platz                  |        |        |            |             | 1       | 1      |
| 2. Platz                  |        |        |            |             | 2       | 2      |
| 3. Platz                  |        |        |            | 1           | 1       | 2      |
| Top 10                    |        | 2      | 5          | 3           | 6       | 16     |
| Punkteränge               | 2      | 10     | 9          | 5           | 6       | 32     |
| Starts                    | 5      | 10     | 9          | 5           | 6       | 35     |
| Stand: Saisonende 2024/25 |        |        |            |             |         |        |

### Weltcupwertungen
Ergebnisse bei Weltcups (Disziplinen- und Gesamtweltcup) gemäß Punktesystem.
| Saison  | Einzel | Einzel | Sprint | Sprint | Verfolgung | Verfolgung | Massenstart | Massenstart | Gesamt | Gesamt |
| Saison  | Platz  | Punkte | Platz  | Punkte | Platz      | Punkte     | Platz       | Punkte      | Platz  | Punkte |
| ------- | ------ | ------ | ------ | ------ | ---------- | ---------- | ----------- | ----------- | ------ | ------ |
| 2023/24 | 58.    | 11     | 31.    | 71     | 30.        | 75         | –           | –           | 39.    | 157    |
| 2024/25 | 10.    | 87     | 11.    | 193    | 4.         | 245        | 4.          | 230         | 6.     | 755    |

### Biathlon-Weltmeisterschaften

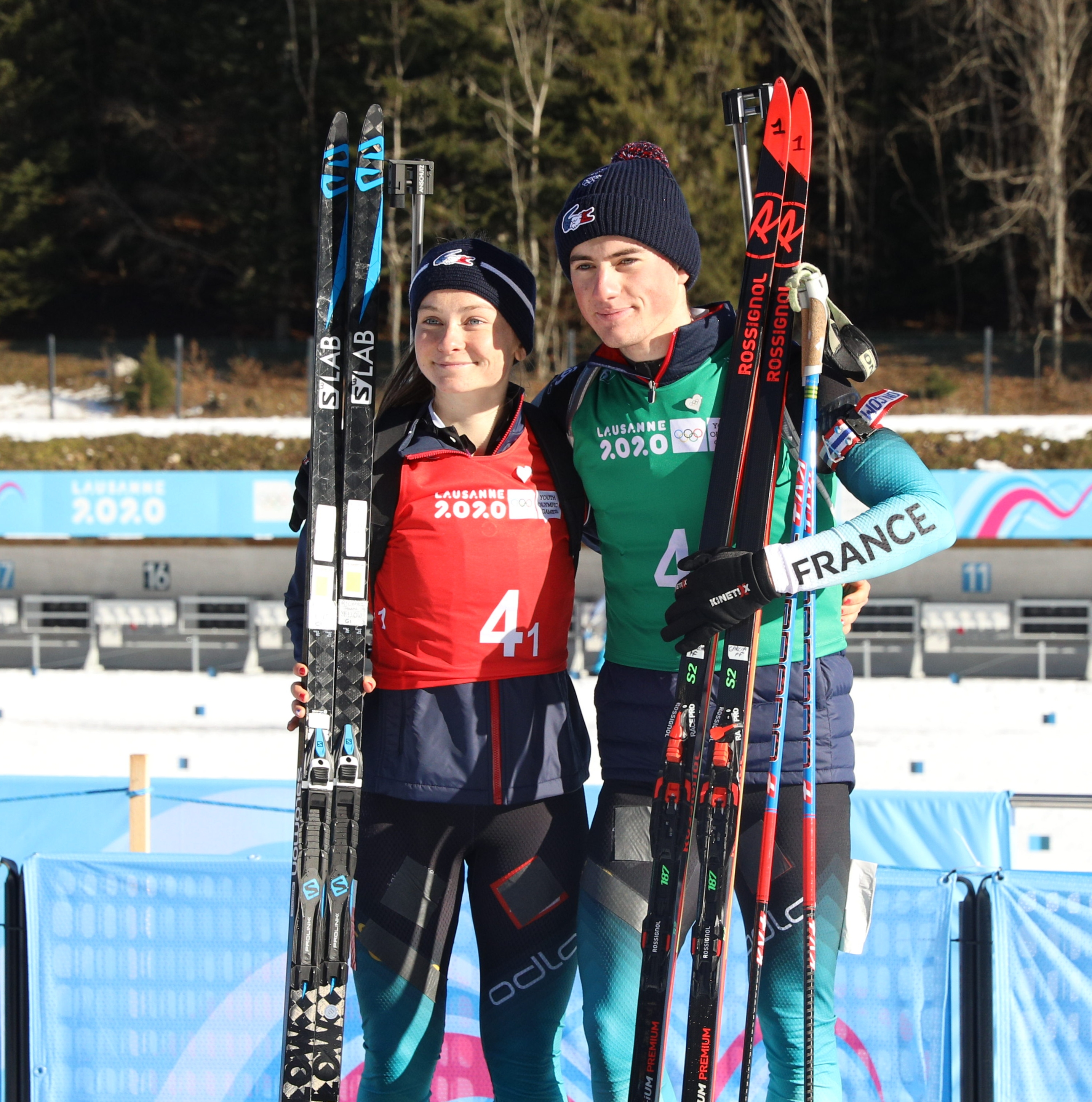
Richard und Mathieu Garcia nach dem Gewinn der Single-Mixed-Staffel bei den Olympischen Jugendspielen 2020

Ergebnisse bei den Weltmeisterschaften:
| Weltmeisterschaften | Weltmeisterschaften | Einzelwettbewerbe | Einzelwettbewerbe | Einzelwettbewerbe | Einzelwettbewerbe | Staffelwettbewerbe | Staffelwettbewerbe | Staffelwettbewerbe |
| Jahr                | Ort                 | Einzel            | Sprint            | Verfolgung        | Massenstart       | Damenstaffel       | Mixedstaffel       | S.-M.-Staffel      |
| ------------------- | ------------------- | ----------------- | ----------------- | ----------------- | ----------------- | ------------------ | ------------------ | ------------------ |
| 2024                | Nové Město          | –                 | 15.               | 18.               | –                 | –                  | –                  | –                  |
| 2025                | Lenzerheide         | 23.               | 28.               | 34.               | 4.                | –                  | –                  | –                  |

### Jugend-/Juniorenweltmeisterschaften
Richard nahm 2021 an den Jugend-, ab 2022 an den Juniorenwettkämpfen teil.
| Weltmeisterschaften | Weltmeisterschaften | Einzelwettbewerbe | Einzelwettbewerbe | Einzelwettbewerbe | Staffelwettbewerbe | Staffelwettbewerbe |
| Jahr                | Ort                 | Einzel            | Sprint            | Verfolgung        | Damenstaffel       | Mixedstaffel       |
| ------------------- | ------------------- | ----------------- | ----------------- | ----------------- | ------------------ | ------------------ |
| 2021                | Obertilliach        | 1.                | 31.               | 29.               | 1.                 | nicht ausgetragen  |
| 2022                | Soldier Hollow      | 26.               | 24.               | 6.                | 3.                 | nicht ausgetragen  |
| 2023                | Schtschutschinsk    | 2.                | 2.                | 2.                | 2.                 | 2.                 |

### IBU-Cup-Siege
| Nr. | Datum         | Ort         | Disziplin |
| --- | ------------- | ----------- | --------- |
| 1.  | 30. Nov. 2023 | Kontiolahti | Einzel    |